# Tauscher-Geduly Hermina
Tauscher-Geduly Hermina (? – Pozsony, 1923. november 24.) az első magyar hegymászónő. Geduly Lajos Gábor dr. theol. pozsonyi protestáns lelkész és a besztercebányai születésű Svehla Anna lánya.

## Életpályája
Az 1870-1880-as években divatos legnehezebb hegyvidéki túrákon vett részt. Ő volt az első magyar hegymászónő, Déchy Mór barátja és a kor hegymászó világának ünnepelt alakja. 1854-ben harmadik nőként mászta meg a Lomnici-csúcsot. 1879. augusztus 22-én mint első női hegymászó jutott fel a Hochjochgraton keresztül az Ortlerre (3902 m), férje, prof. Baptist Minnigerode valamint Alois és Johann Pinggera és Peter Reinstadler hegyi vezetők társaságában; az út nehézsége IV-es. Még ugyanazon évben tagja lett a Svájci Alpin Club Rätia Osztályának. Hanssepp Pinggera hegyivezető könyvét többször "Hermine Tauscher-Geduly, a Rätia Osztály tagja"-ként írta alá, ami egy kis alpesi szenzáció, mivel hivatalosan csak 1979-től lehetnek nők a Svájci Alpin Club tagjai. 1880. augusztus 26-án mint első nő járt a Piz Berninán. 1881. augusztus 4-én mint első magyar nő a Mont Blanc-on járt férjével, Dr. Tauscher Béla pozsonyi főorvossal, és 4 vezetővel. Ő volt a Dent Blanche első női megmászója 1882. augusztus 8-án, szintén a férjével és két wallisi hegyi vezetővel. 1883-ban férjével északról megmászta a Trafoier Eiswand-ot, majd 1884-ben szintén a férjével megismételte Josef Pichler (hegymászó nevén Psairer Josele) útját a Hinteren Wandeln-re. 1886. július 29-én azzal vonta magára a hegymászó világ figyelmét, hogy egy napon három nehéz 3000 méteren felüli csúcsot mászott meg (Vertainspitze 3541 m, Schildspitze 3468 m és Plattenspitze 3417 m). 1899-ben a Hochjochon keresztül a Königspitzén járt, szintén a kedvelt suldeni hegyi vezetők -- Hans és Alois Pinggera és Peter Dangl -- társaságában. Összesen mintegy ötvenre tehető nevezetesebb csúcsmászásainak száma az Alpokban. Túráit több külföldi és hazai szaklapban publikálta, pl. 1883-ban az Österreichischen Alpenzeitungban egy sorozatot írt az Eiger, Jungfrau és Finsteraarhorn megmászásáról. 1886. július 29-én azzal vonta magára a hegymászó világ figyelmét, hogy egy napon három nehéz 3000 méteren felüli csúcsot mászott meg (Vertainspitze 3541 m, Schildspitze 3468 m és Plattenspitze 3417 m). 

## Karitatív tevékenysége
A jótékony nőegylet elnöke Pozsonyban. A Magyar Vöröskereszt egyik megalapítója volt. 1923-ban a Vöröskereszt keretében általa létrehozott egyik szegényházban hunyt el. 

## Felolvasásai a Magyar Földrajzi Társaságban
A Magyar Földrajzi Társaság 1883. április 16-án tartott ülésén a Magyar Tudományos Akadémián Úti rajzok a wallisi alpesekről címmel tartott felolvasást. Beszámolója szerint 1882 augusztus 7-én és 8-án megmászták a Dent Blanche 4364 méteres csúcsát. Ő volt az első asszony, akinek sikerült följutnia a Dent Blanche csúcsára. 

## Cikkei
- Tauscher Béláné: Utazásom a Mont-Blancra, Földr. Közl., 1882, 218-232. o.
- Tauscher Béláné: Úti rajzok a wallisi alpesekről, Földr. Közl., 1883, XI. köt. VI. füz.
- Hermine Tauscher-Geduly: Ersteigung der Dent Blanche, SAC Jahrbuch 1883, XVIII. kötet, 119-143. o.
- Hermine Tauscher-Geduly: Ersteigung der Trafoier Eiswand vom Norden, DÖAV Jahrbuch 1884, XV. kötet, 87-97. o.
- Hermine Tauscher-Geduly: Auf den Ortler über die Hinteren Wandln, DÖAV Jahrbuch 1885, XVI. kötet, 355-366. o.
- Hermine Tauscher-Geduly: Blümlisalphorn, SAC Jahrbuch 1886, XX. kötet, 126-140. o.
- Hermine Tauscher-Geduly: Traversierung des Fluchthorns, DÖAV Jahrbuch 1886, XVII. kötet, 273-280. o.
- Hermine Tauscher-Geduly: Der Grosslitzner (Silvretta-Gruppe), DÖAV Jahrbuch 1887, XVIII. kötet, 254-265. o.
- Hermine Tauscher-Geduly: Besteigungen von der Fornohütte aus, SAC Jahrbuch 1892, XXVII. kötet, 206-224. o.